# Přerubenice
Přerubenice (en allemand : Schlag) est une commune du district de Rakovník, dans la région de Bohême-Centrale, en République tchèque. Sa population s'élevait à 67 habitants en 2020.

## Géographie
Přerubenice se trouve à 11 km au nord-ouest de Nové Strašecí, à 14,5 km au sud-sud-est de Rakovník et à 47 km à l'ouest-nord-ouest de Prague.
La commune est limitée par Milý au nord-ouest et au nord, par Bdín à l'est, par Kalivody au sud et au sud-ouest.

## Histoire
La première mention écrite de la localité date de 1318.

## Administration
La commune se compose de deux quartiers :
- Dučice
- Přerubenice

## Transports
Par la route, Přerubenice se trouve à 14 km de Nové Strašecí, à 19 km de Rakovník et à 56 km du centre de Prague.